# Hugo Wendorff
Hugo Karl Gustav Wendorff (né le 16 décembre 1864 à Stralsund et mort le 25 avril 1945 à Berlin-Lichterfelde) est un agriculteur, propriétaire terrien et homme politique allemand (FVP, DDP, DStP).

## Biographie
Hugo Wendorff est le fils du président du tribunal de district et propriétaire terrien Friedrich Wendorff (de). Après le lycée de Stralsund (de) et de Wriezen et obtenu son diplôme du lycée de Greifswald (de) en 1883, il suit d'abord un apprentissage agricole. Il travaille comme fonctionnaire agricole en 1885/1886 et étudie l'agriculture et l'économie à l'Université de Halle et à l'Université de Bonn de 1886 à 1890. En 1890, il obtient son doctorat à l'Université de Halle sur la base de sa thèse Deux siècles de développement agricole sur trois domaines du comte de Stolberg-Wernigerode. De 1890 à 1892, il travaille à nouveau comme fonctionnaire agricole.
De 1892 à 1907, Wendorff est locataire du domaine de son père à Toitz près de Nossendorf, qui devient alors sa propriété. En 1917, il vend le domaine puis se consacre exclusivement à ses activités politiques. En 1926, il devient membre du conseil d'administration de la communauté des compagnies d'électricité locales à Berlin. Hugo Wendorff se suicide à Berlin-Lichterfelde le 25 avril 1945.
Hugo Wendorff épouse en 1892 Marie Charlotte née Wilbrandt (1872-1920). En 1921, il épouse sa sœur cadette Hélène. Marie et Hélène sont les petites-filles de Christian Wilbrandt (de).

## Politique
À l'époque de l'Empire allemand, Wendorff est membre du Parti populaire progressiste (FVP), pour lequel il est député du Reichstag de janvier 1912 à novembre 1918 en représentant la circonscription de Waren-Malchin. 
Wendorff rejoint le Parti démocrate allemand (DDP) après la révolution de novembre et nommé ministre d'État et président du ministère d'État de Mecklembourg-Schwerin par le grand-duc Frédéric-François IV le 9 novembre 1918. Parallèlement, il prend la direction du ministère des Affaires étrangères et de l'Intérieur. Le 22. En février 1919, il est élu ministre-président par le parlement de l'État constitutif de l'État libre de Mecklembourg-Schwerin (de), auquel il appartient lui-même. Depuis le 30 juillet 1919, il est ministre-président et ministre d'État aux Affaires étrangères et ministre d'État à l'Agriculture, aux Domaines et aux Forêts. Le 14 juillet 1920, il démissionne de ses fonctions et Hermann Reincke-Bloch (de) lui succède comme ministre-président.
Wendorff est membre du conseil des citoyens de Rostock en 1918/19, est membre de l' Assemblée nationale de Weimar de janvier 1919 à juin 1920 et est resté membre du parlement de l'État libre de Mecklembourg-Schwerin jusqu'en 1921. Il est ensuite passé à la politique de l'État prussien. De 1921 à 1924, il est membre du parlement de l'État prussien. Du 7 novembre 1921 au 18 février 1925, il est ministre d'État à l'Agriculture, aux Domaines et aux Forêts dans le gouvernement de l'État libre de Prusse dirigé par le ministre-président Otto Braun. À ce titre, il est également membre du Conseil impérial. Il est également membre du comité du parti du DDP, depuis 1930 du Parti de l'État allemand (DStP).

## Honneurs
- Docteur honoris causa (Dr. med. Vet. Hc) de l'Université de médecine vétérinaire de Berlin, 1927